# Roger Cayrel
Roger Victor Emile Cayrel (* 4. Dezember 1925 in Bordeaux, Frankreich; † 11. Januar 2021) war ein französischer Astronom am Observatoire Paris-Meudon, dessen Hauptinteressensgebiete Sternatmosphären, Galaktische Chemische Evolution und sehr alte Sterne waren.
Cayrel besuchte das „Lycée Michel-Montaigne“ in Bordeaux und studierte Physik an der École normale supérieure und der „Faculté des sciences de Paris“.
In seiner langen Berufslaufbahn hatte Roger Cayrel eine Reihe von leitenden Funktionen inne, darunter: Direktor des CFHT (Canada-France-Hawaii Telescope) (1974–1980), Präsident der Internationalen Astronomischen Union (IAU) Kommission „Sternatmosphären“ (1973–1976), Präsident des Bureau des Longitudes (1995–1996). Seit 1988 ist er korrespondierendes Mitglied der Académie des sciences. 1968 wurde er mit dem „Prix Deslandres“ der Académie des sciences und 2001 mit dem Jules-Janssen-Preis ausgezeichnet.
Ab 1954 war er mit der Astronomin Giusa de Strobel (1920–2012) verheiratet, die eine Pionierin in der Untersuchung sonnenähnlicher Sterne war.
Roger Cayrel entdeckte mit seinen Mitarbeitern Thorium und Uran im Spektrum des ultra-metall-armen Sterns BPS CS31082-001 (seither bei Astronomen als „Cayrels Stern“ bekannt). Dies gestattete, das Alter mit 12,5 Milliarden Jahren zu bestimmen.
Nach Roger Cayrel wurde 2023 ein Asteroid benannt: (46917) Rogercayrel.